# Lista över fornlämningar i Linköpings kommun (Kaga)
Lista över fornlämningar i Linköpings kommun (Kaga) är en förteckning av ett urval av de fornlämningar som finns i Kaga i Linköpings kommun.
| Namn                   | Lämningstyp  | Tillkomsttid | Historisk indelning | Plats      | Läge                 | ID-nr          | Bild                                      |
| ---------------------- | ------------ | ------------ | ------------------- | ---------- | -------------------- | -------------- | ----------------------------------------- |
| Ög 103 (Kaga 1:1)      | Runristning  |              | Kaga, Östergötland  | Kaga kyrka | 58.453132, 15.529181 | 10044300010001 | Ladda upp en till bild av detta fornminne |
| Kaga 3:1               | Hög          |              | Kaga, Östergötland  |            | 58.439825, 15.518284 | 10044300030001 | Ladda upp en bild av detta fornminne      |
| Kaga 5:1               | Stensättning |              | Kaga, Östergötland  |            | 58.437693, 15.500517 | 10044300050001 | Ladda upp en bild av detta fornminne      |
| Kaga 6:1               | Stensättning |              | Kaga, Östergötland  |            | 58.438018, 15.499740 | 10044300060001 | Ladda upp en bild av detta fornminne      |
| Kaga 7:1               | Stensättning |              | Kaga, Östergötland  |            | 58.439511, 15.500748 | 10044300070001 | Ladda upp en bild av detta fornminne      |
| Kaga 7:2               | Stensättning |              | Kaga, Östergötland  |            | 58.439503, 15.501180 | 10044300070002 | Ladda upp en bild av detta fornminne      |
| Kaga 8:1               | Stensättning |              | Kaga, Östergötland  |            | 58.442083, 15.491319 | 10044300080001 | Ladda upp en bild av detta fornminne      |
| Höjen (Kaga 10:1)      | Hög          |              | Kaga, Östergötland  | Sättuna    | 58.456837, 15.569548 | 10044300100001 | Ladda upp en till bild av detta fornminne |
| Kaga 12:1              | Stensättning |              | Kaga, Östergötland  |            | 58.451321, 15.580830 | 10044300120001 | Ladda upp en bild av detta fornminne      |
| Kaga 12:2              | Stensättning |              | Kaga, Östergötland  |            | 58.451067, 15.580428 | 10044300120002 | Ladda upp en bild av detta fornminne      |
| Kaga 13:1              | Stensättning |              | Kaga, Östergötland  |            | 58.448028, 15.577074 | 10044300130001 | Ladda upp en bild av detta fornminne      |
| Racke sten (Kaga 14:1) | Runristning  |              | Kaga, Östergötland  |            | 58.441303, 15.562063 | 10044300140001 | Ladda upp en till bild av detta fornminne |
| Alguvi hög (Kaga 15:1) | Hög          |              | Kaga, Östergötland  |            | 58.448992, 15.554328 | 10044300150001 | Ladda upp en till bild av detta fornminne |
| Kaga 16:1              | Gravfält     |              | Kaga, Östergötland  |            | 58.436371, 15.501178 | 10044300160001 | Ladda upp en bild av detta fornminne      |
| Kaga 19:1              | Stensättning |              | Kaga, Östergötland  |            | 58.446014, 15.506674 | 10044300190001 | Ladda upp en bild av detta fornminne      |
| Kaga 27:1              | Hällristning |              | Kaga, Östergötland  |            | 58.443195, 15.513599 | 10044300270001 | Ladda upp en bild av detta fornminne      |
| Kaga 32:1              | Stensättning |              | Kaga, Östergötland  |            | 58.454148, 15.578535 | 10044300320001 | Ladda upp en bild av detta fornminne      |
| Kaga 32:2              | Stensättning |              | Kaga, Östergötland  |            | 58.454260, 15.578982 | 10044300320002 | Ladda upp en bild av detta fornminne      |
| Kaga 70                | Gravfält     |              | Kaga, Östergötland  |            | 58.450143, 15.582524 | 12000000127758 | Ladda upp en bild av detta fornminne      |
| Kaga 72                | Hällristning |              | Kaga, Östergötland  |            | 58.451058, 15.584190 | 12000000127761 | Ladda upp en bild av detta fornminne      |
| Kärna 118:1            | Stensättning |              | Kaga, Östergötland  |            | 58.440818, 15.518428 | 10045601180001 | Ladda upp en bild av detta fornminne      |
| Kärna 119:1            | Gravfält     |              | Kaga, Östergötland  |            | 58.437165, 15.524686 | 10045601190001 | Ladda upp en bild av detta fornminne      |
| Kärna 119:2            | Stensättning |              | Kaga, Östergötland  |            | 58.437029, 15.525011 | 10045601190002 | Ladda upp en bild av detta fornminne      |
| Kärna 119:3            | Stensättning |              | Kaga, Östergötland  |            | 58.437309, 15.524637 | 10045601190003 | Ladda upp en bild av detta fornminne      |
| Kärna 120:1            | Stensättning |              | Kaga, Östergötland  |            | 58.439980, 15.519468 | 10045601200001 | Ladda upp en bild av detta fornminne      |
| Kärna 120:2            | Stensättning |              | Kaga, Östergötland  |            | 58.440082, 15.519389 | 10045601200002 | Ladda upp en bild av detta fornminne      |
| Kärna 120:3            | Stensättning |              | Kaga, Östergötland  |            | 58.440217, 15.519324 | 10045601200003 | Ladda upp en bild av detta fornminne      |
| Kärna 121:1            | Stensättning |              | Kaga, Östergötland  |            | 58.435797, 15.519474 | 10045601210001 | Ladda upp en bild av detta fornminne      |